# Nocne zło (film)
Nocne zło (ang.The Night Flier) – film z 1997 roku, oparty na opowiadaniu Nocny latawiec Stephena Kinga.

## Obsada
- Elizabeth McCormick – Ellen Sarch
- Miguel Ferrer – Richard Dees
- Julie Entwisle – Katherine „Jimmy” Blair
- Dan Monahan – Merton Morrison
- Michael H. Moss – Dwight Renfield
- John Bennes – Ezra Hannon